# Чемпионат Нидерландов по международным шашкам среди мужчин 1911
Чемпионат Нидерландов по международным шашкам среди мужчин 1911 года (нидерл. Nederlands kampioenschap dammen 1911) — второй официальный розыгрыш титул чемпиона страны. 
Соревнования проведены национальной шашечной федерацией Nederlandschen Dambond, организованной в 1911 году. Чемпионат проведён по двухкруговой системе в Амстердаме с 26 ноября по 24 декабря.

## Ход турнира
Записи партий  турнира не сохранились.
Борьба в национальном чемпионате вновь шла между Джеком де Гаазом и Германом Гогландом. Чемпионом  стал Джек де Гааз, а вице-чемпионом — Герман Гогланд. Сменился третий призёр — им стал Хенри ван ден Брук.
4 лучших получили право участвовать в чемпионате мира 1912 года, прошедшем в Роттердаме, Голландия, с 25 августа по 2 сентября. Все призёры участвовали в мировом чемпионате (1-е место — Герман Гогланд, 2-е место — Джек де Гааз, 10-й — Хенри ван ден Брук). Занявший 4-е место в национальном чемптонате Карел Георге Вервлут в чемпионате мира участия не принял, и вместо него в Роттердаме играл А. К. ван Вагенинген, ставший 8-м.

## Призёры

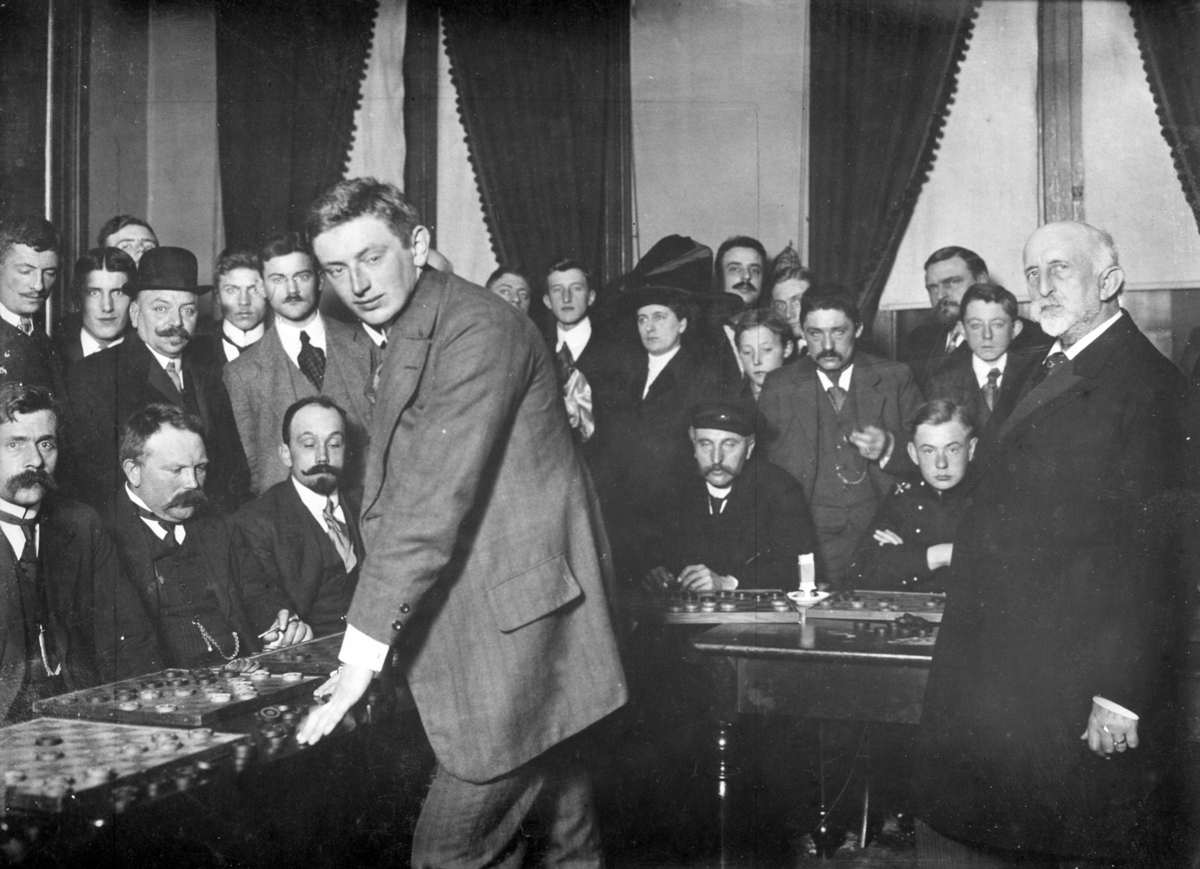
Серебряный призер Herman Hoogland в 1912 году

Золото — Джек де Гааз
 Серебро — Герман Гогланд
 Бронза — Хенри ван ден Брук

## Результаты
| Место | Участник             | Звание |
| ----- | -------------------- | ------ |
| 1     | Джек де Гааз         | 17     |
| 2     | Герман Гогланд       | 14     |
| 3     | Хенри ван ден Брук   | 12     |
| 4     | Карел Георге Вервлут | 7      |
| 5     | А.К. ван Вагенинген  | 7      |
| 6     | J. Noome Mzn         | 3      |